# Stockholm Globe City

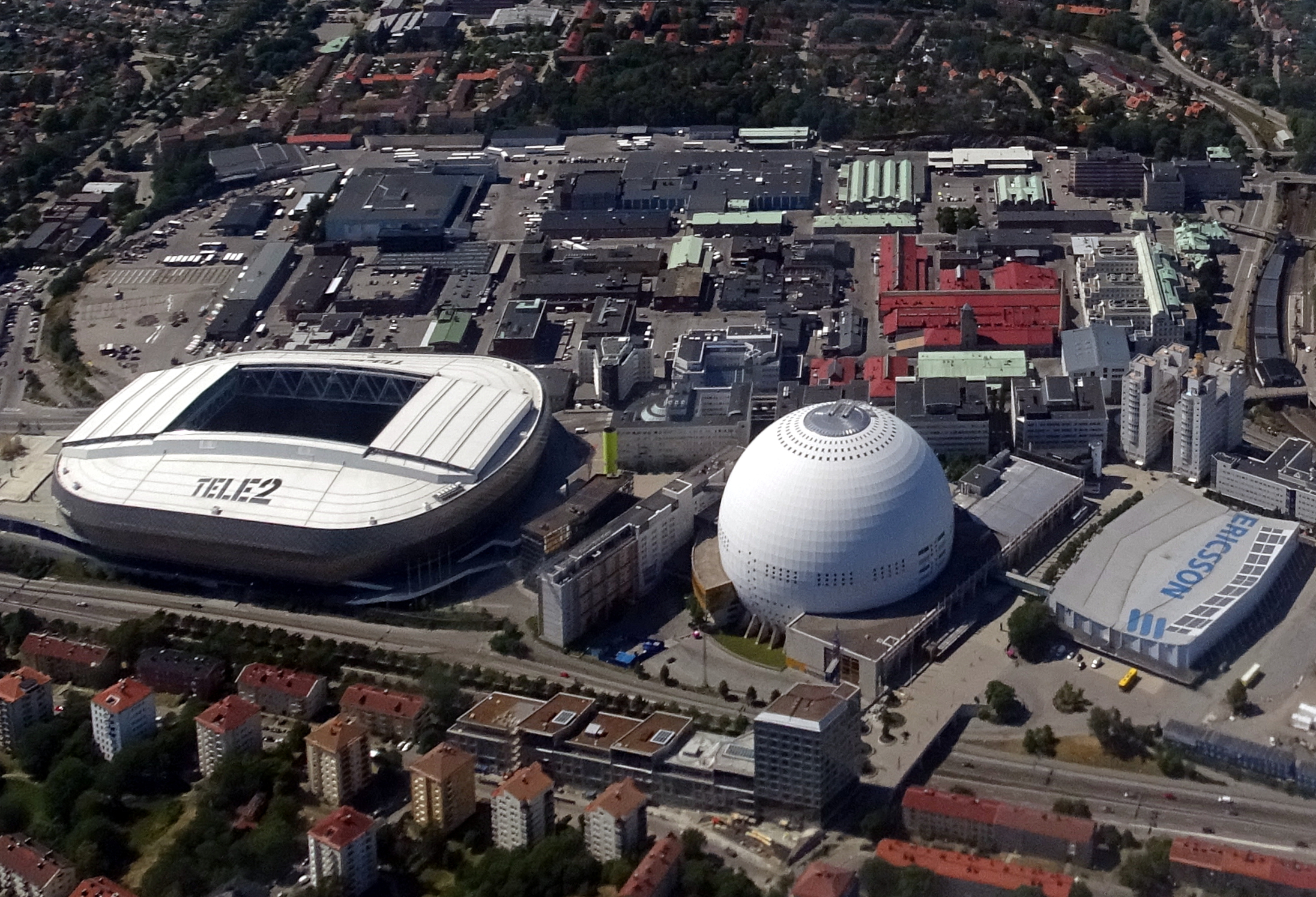
La Stockholm Globe City vista dall'alto

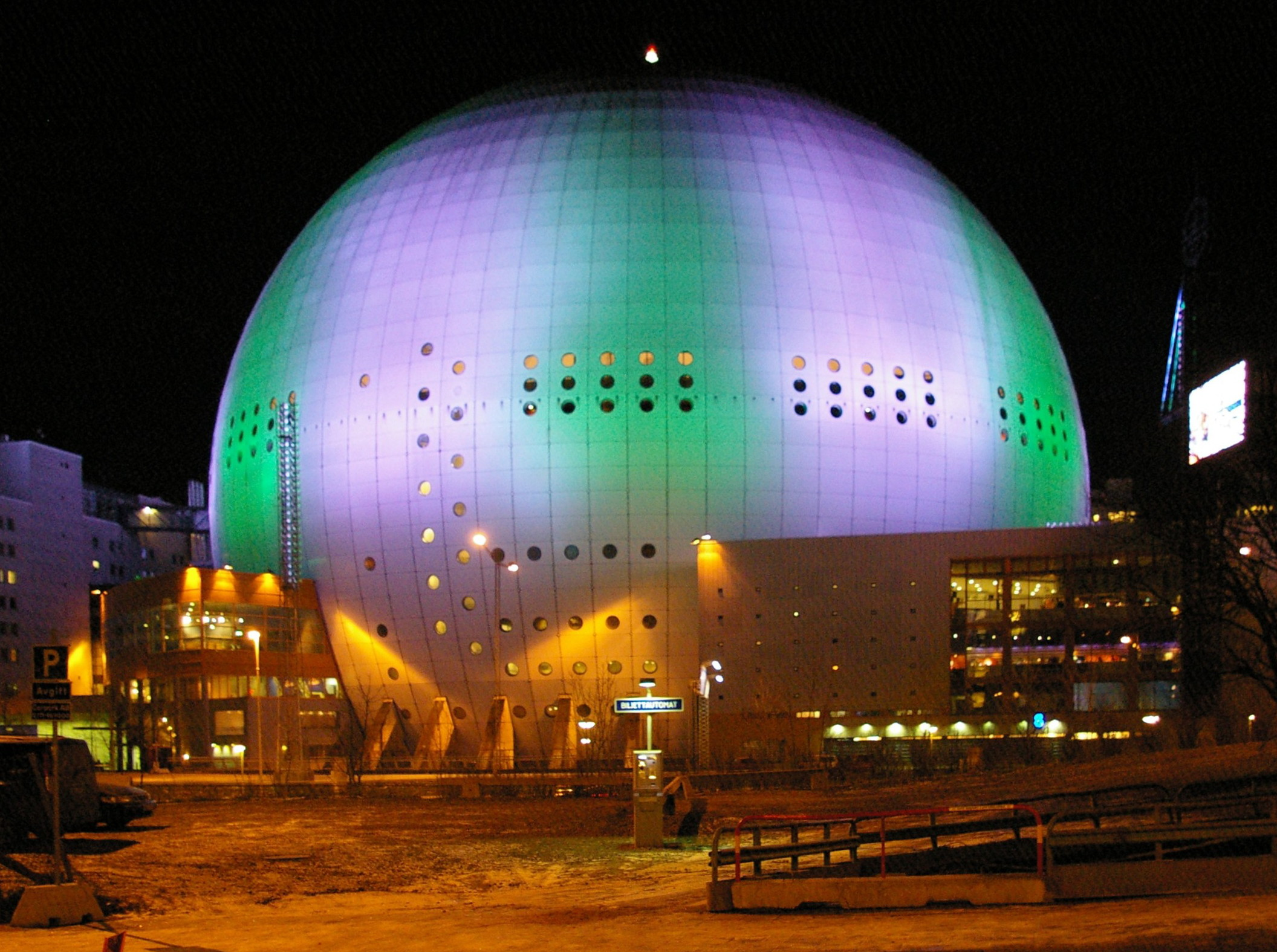
Avicii Arena

La Stockholm Globe City (Città globo) è un'area di Johanneshov, a Stoccolma, Svezia. Contiene impianti sportivi, per eventi, uffici e un centro commerciale.
All'interno del sistema solare svedese, il più grande modello in scala del sistema solare, la Avicii Arena rappresenta il sole.

## Edifici
| Edificio                     | Impiego                                                   | Capacità | Data di costruzione |
| ---------------------------- | --------------------------------------------------------- | -------- | ------------------- |
| Hovet                        | Impianto polifunzionale per hockey su ghiaccio e concerti | 8 094    | 1955                |
| Söderstadion (oggi demolito) | Stadio calcistico                                         | 16 197   | 1966                |
| Annexet                      | Impianto per concerti                                     | 4 000    | 1985                |
| Avicii Arena                 | Impianto per concerti e hockey su ghiaccio                | 14 119   | 1989                |
| Tele2 Arena                  | Impianto polifunzionale per eventi calcistici e concerti  | 30 370   | 2012                |